# Tintin hos gerillan

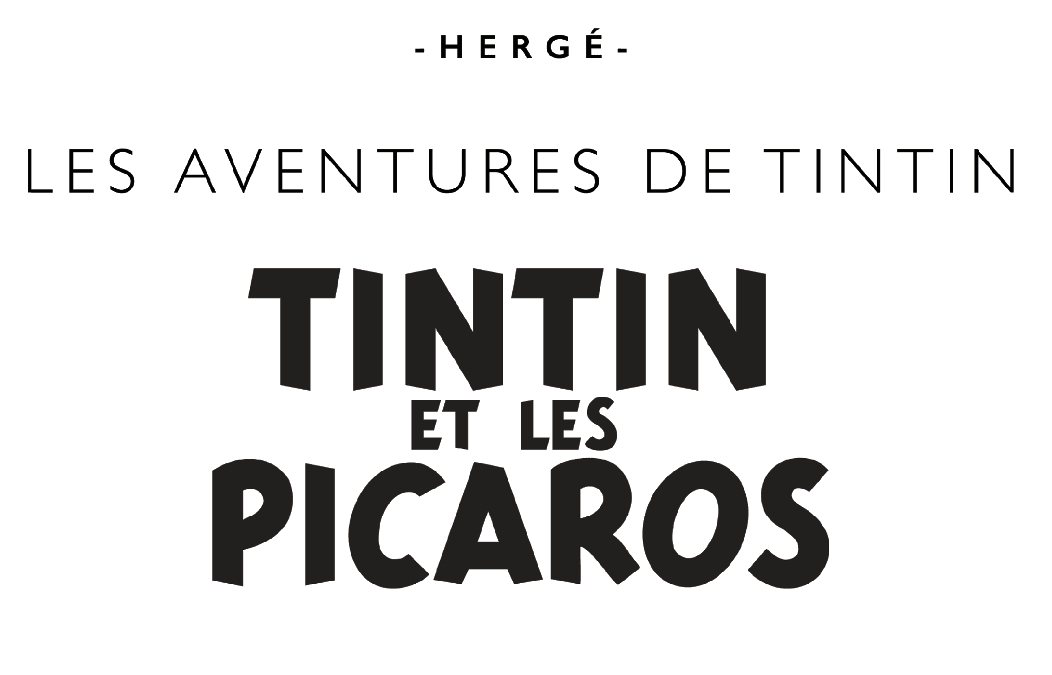

Tintin hos gerillan, fransk originaltitel: Tintin et les Picaros, är det tjugotredje i en serie klassiska seriealbum – Tintins äventyr – skrivna och illustrerade av belgiske serietecknaren Hergé, vars huvudperson är unge reportern Tintin. Tintin hos Gerillan är det sista fullbordade seriealbumet med Tintin. Berättelsen publicerades som seriealbum 1976.

## Bakgrund
Hergé tecknade albumet tillsammans med sin medhjälpare Bob de Moor. Hergé var nästan 70 år och råkade göra albumet en sida för långt, 63 sidor i stället för 62. Mellan sidorna 22 och 23 togs en sida bort där överste Sponsz råkar förstöra en byst av Plekszy-Gladz. Tintinfiguren ter sig i vissa avseenden moderniserad i jämförelse med tidigare album. Till exempel gör Tintin yogaövningar i handlingens inledning. En annan nyhet är att Tintin bär lätt utsvängda jeans istället för golfbyxor.
Bakgrunden till albumet är en verklig händelse där en fransk författare, Régis Debray, fängslades i Bolivia för att ha hjälpt gerillaledaren Che Guevara. Indianstammen i albumet är baserad på indianstammen Tupamaros som hjälpte Castro till makten på Kuba. Huvudstaden Tapiocapolis är baserad på Belo Horizonte. Albumet är också inspirerat av situationen i Latinamerika på 1970-talet, då nästan alla länder styrdes av militärjuntor.

## Handling
Tintin är på besök hos kapten Haddock på Moulinsart. Haddock läser i tidningen att Bianca Castafiore, "Näktergalen från Milano", är på turné i Latinamerika. I San Theodoros har deras gamle vän general Alcazar störtats av general Tapioca, som bildat en militärdiktatur med stöd av diktatorn Plekszy-Gladz i Bordurien. Alcazar leder en gerillarörelse i djungeln. Medan de pratar häller Haddock upp ett glas Loch Lomond, men när han dricker det förvrids hans ansikte i en grimas. Whiskyn är helt odrickbar. Men när Tintin provsmakar den tycker han att den smakar helt normalt.
På morgonen efter borstar Haddock tänderna när radion meddelar att Castafiore har anhållits, anklagad för sammansvärjning mot general Tapioca. Till slottet kommer två journalister som berättar att Tapioca anklagar kapten Haddock, Tintin och professor Kalkyl för att ligga bakom sammansvärjningen. Det kommer fler journalister och Haddock förnekar alla anklagelser. Därefter föreslår han en skål för Castafiores snara frigivning. Journalisterna dricker med välbehag whiskyn, men Haddock kan inte få ner en droppe: "Drick inte, säger jag! Det är rena rävgiftet!"
När de senare sitter och tittar på TV framträder general Tapioca och fortsätter att anklaga Tintin och Haddock: "De darrar, den avskyvärda gamle kapten Haddock, giftblåsan Tintin och den gemene Kalkyl!". Haddock blir mycket upprörd. Två dagar senare får de veta att generalen har bjudit in trion till San Theodoros för att de ska kunna diskutera det hela. Några dagar senare accepterar Haddock att komma dit. Professor Kalkyl följer med men Tintin vill inte åka med då han anar att det är en fälla.
På flygfältet i Tapiocapolis tas de emot av överste Alvarez, generalens adjutant. De blir körda till en lyxig villa på landet, vaktade av massor av soldater. Generalen kan tyvärr inte ta emot dem på flera dagar. Till sin hjälp får de en personlig betjänt, Manolo.
Adjutanten återvänder sedan till inrikesdepartementet där överste Sponsz från Bordurien väntar. Sponsz har installerat dolda kameror i huset och de kan se vad Haddock och Kalkyl sysslar med. När översten får veta att Tintin inte följde med blir han besviken, "Men vi måste få hit honom..."
Ute i villan upptäcker Haddock snart att de är satta mer eller mindre i husarrest när han försöker gå ut för att köpa tobak. Nästa morgon åker de i karavan med 14 beväpnade soldater till en tobaksaffär i staden. När Haddock återkommer till villan har Tintin kommit dit. Efter att ha satt på en skiva kan Tintin berätta att de övervakas med både mikrofoner och kameror. Överste Sponsz är nöjd, han har låtit anhålla Castafiore just för att få dit trion som lurade honom i ett tidigare album, Det hemliga vapnet.
Dagarna går utan att de får träffa Castafiore. Haddock fortsätter att försöka dricka whisky med samma klena resultat. Deras gamle vän Pablo, från det tidigare albumet Det sönderslagna örat, har bytt plats med Manolo och han kan berätta för dem att överste Sponsz tänker se till att de dödas vid ett iscensatt gerillaanfall mot villan två dagar senare. Istället har Alcazars gerilla arrangerat att frita dem när de besöker en pyramid dagen efter.
Vid besöket vid pyramiden klättrar Tintin, Haddock och Kalkyl upp till pyramidens topp tillsammans med Pablo. På toppen ger Pablo Tintin sin pistol och låter sig sedan bli bunden. Trion skyndar sig sedan ned på motsatt sida och springer in i skogen medan gerillan anfaller regeringssoldaterna. Men märkligt nog tackar adjutanten Pablo för hjälpen.
Inne i skogen hittar de en av gerillans lastbilar. Tintin träffar general Alcazar som berättar att han bestämde sig för fritagningen så fort han fick deras meddelande från Pablo. Tintin blir förvånad eftersom de aldrig sänt något meddelande. Han ber Alcazar att stanna när vägen skakas av en kraftig explosion. Regeringssoldater försöker skjuta på dem med en kanon. De lämnar snabbt lastbilen och tar sig djupare in i skogen ända tills de kommer till en indianby där Ridgewell från Det sönderslagna örat håller till. Ridgewell förklarar att general Tapioca har gett indianerna whisky, vilket leder till att professor Kalkyl smyger ned tre piller i den stora grytan och vid middagen kan ingen dricka whisky utan att grimasera.
Dagen efter fortsätter de mot gerillans läger. När de kommer fram är alla gerillasoldater kraftigt berusade eftersom general Tapioca ser till att slänga ned lådor med whisky i fallskärm över djungeln. Berusade soldater kan inte göra revolution och professor Kalkyl berättar för Haddock och Tintin om sin senaste uppfinning, piller som gör att en människa inte tål att dricka sprit. Tintin berättar för Alcazar att han kan bota gerillasoldaterna från att supa men bara på villkor att det inte får förekomma hämndaktioner eller avrättningar vid revolutionen. Alcazar vägrar först, men går med på det efter att en berusad gerillasoldat kastat in en tårgasgranat i Alcazars hus.
Senare ser de på TV från rättegången mot Castafiore. Både Castafiore, Dupondtarna, påkläderskan Irma och repetitören Igor Wagner är anklagade för sammansvärjning.
Vid middagen senare kommer plötsligt en turistbuss till djungellägret. Det är karnevalsgruppen Muntra musikanter med Serafim Svensson som ordförande som har kört fel. Tintin kommer på en plan och på kvällen dricks alla musikanter redlöst berusade så att gerillan kan låna deras karnevalskläder och ta bussen in till stan.
Inne i stan pågår den årliga karnevalen och den utklädda gerillan blandar sig med folket, dansar in i presidentpalatset och avväpnar palatsvakterna. General Tapioca och överste Sponsz står och tittar på karnevalståget. Med en pistol mot ansiktet övertygas dock generalen om det förnuftiga i att överlämna makten till Alcazar.
Dupondtarna har dock dömts till arkebusering och det blir en kamp mot klockan att hinna stoppa avrättningen i tid. Dagen efter blir Tintin, Haddock, Kalkyl samt medlemmarna i Muntra musikanter medlemmar i San Fernando-orden.
Detta sista färdigställda Tintin-album avslutas med att Haddock säger till Tintin: "Det skall verkligen bli skönt att komma hem till Moulinsart igen". Tintin svarar: "Det tycker jag också, Kapten" varpå den lomhörde Kalkyl tillägger: "Och jag med, men i så fall ska det vara med en gnutta senap". Och på det något paradoxala sättet slutar Tintins äventyr – allt medan Alcazars soldater patrullerar kåkstäderna precis som Tapiocas soldater gjort förut.  Det stora plakatet som tidigare hyllade Tapioca, "Viva Tapioca", har nu också fått texten utbytt mot "Viva Alcazar".

## Svensk utgåva
Albumet publicerades ursprungligen på svenska sida för sida 1976–1977 i Dagens Nyheter. Det fick färgtryck, vilket var ovanligt i den tidens dagstidningar, och resultatet blev inte helt lyckat kvalitetsmässigt. 1976 kom även den första svenska albumutgåvan, som Carlsen/if:s Tintin-album nummer 23.

## Omslag
Omslagsbilden till albumet lånar kompositionen från ett av Hergés tidigare album, Karamakos utbrott från 1952 med Johan, Lotta & Jocko, som för övrigt hade kommit på svenska några år tidigare. På det äldre albumomslaget rusar Johan framåt genom djungeln och griper sin syster Lotta vid handen, medan vulkanen Karamako spyr ut eld i bakgrunden. På omslaget till Tintin hos gerillan har kapten Haddock intagit Johans position, och drar professor Kalkyl med sig i vild flykt, medan en mayapyramid reser sig över djungeln i bakgrunden och motsvarar vulkanen.

## I populärkulturen
- Mot slutet av Frondas låt "Rullar fram" kan man höra dialog mellan Tintin och Kapten Haddock från ljudboksversionen med Tomas Bolme och Bert-Åke Varg samplad.